# Boia

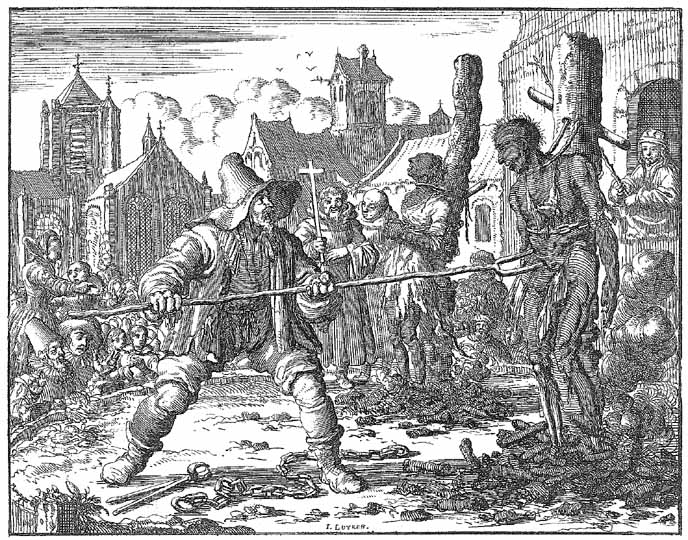
Illustrazione di un boia al lavoro

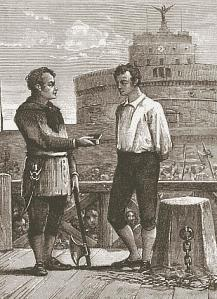
Il boia italiano Mastro Titta offre ad un condannato del tabacco da fiuto prima dell'esecuzione

Un boia, noto anche come esecutore o carnefice, è un funzionario direttamente incaricato da un'autorità statale o legale di eseguire la pena di morte alla persona condannata. Il termine può anche indicare un criminale o soldato che dimostra grande crudeltà.

## Etimologia del termine
Le origini della parola boia andrebbero fatte risalire ai tempi dell'antica Grecia: infatti ad Atene in età classica in occasione dei sacrifici vi era un incaricato di questo servizio: l'"uccisore di buoi".
Successivamente con il termine greco boietai si indicavano le strisce in cuoio di bue con cui erano fatti i lacci e la frusta impiegati dai carnefici durante le sevizie. In successiva epoca romana, il termine indicò dapprima il collare con cui il prigioniero veniva tenuto fermo durante la tortura, poi le catene e infine la professione del torturatore e il carnefice stesso.

## Storia
Tradizionalmente il boia era di sesso maschile e in alcuni casi la professione si tramandava di padre in figlio. Veniva solitamente aiutato da un tirapiedi.
In Francia durante il Medioevo, le punizioni corporali (come la fustigazione) per le donne erano applicate da una donna detta bourrelle, che di solito era la moglie del boia. La bourrelle (donna boia) non era autorizzata a eseguire le condanne a morte, ma poteva fare da aiutante al boia. Successivamente, la legge francese stabilì che anche i tirapiedi dovevano essere di sesso maschile.
Tra i pochi casi di esecuzioni capitali in cui il boia era una donna si possono citare: le decapitazioni eseguite in Africa dalla regina Njinga Mbandi nel XVII secolo e dalle amazzoni del Dahomey tra il XVIII e il XIX secolo; un'impiccagione avvenuta nel 1731 nello Stato Pontificio, in cui la moglie del boia eseguì la sentenza sostituendo il marito indisposto.
Nell'occidente cristiano, il corpo vivo del boia, e spesso anche quello dei suoi aiutanti e dei suoi familiari, è colpito da un'aura di infamia. Così anche dopo la morte. Infatti l'esecutore di giustizia, come era chiamato, ancora nel corso dell'Ottocento era sepolto separatamente dagli altri defunti in una zona marginale del cimitero.
Con il tempo, il termine ha assunto una connotazione dispregiativa. Sono stati soprannominati il boia personaggi come Reinhard Heydrich e Siegfried Engel, gerarchi nazisti.
Tra i boia più famosi si ricordano: Mastro Titta, Charles-Henri Sanson, Marcel Chevalier, Maljuta Skuratov, Mario Terán, Johann Reichhart, Vasili Blokhin.